# Garberville
|  | Dieser Artikel wurde aufgrund von inhaltlichen Mängeln auf der Qualitätssicherungsseite des Projektes USA eingetragen. Hilf mit, die Qualität dieses Artikels auf ein akzeptables Niveau zu bringen, und beteilige dich an der Diskussion! Eine nähere Beschreibung der zu behebenden Mängel fehlt. |

Garberville ist ein kleiner Ort im US-Bundesstaat Kalifornien im südlichen Humboldt County. Das U.S. Census Bureau hat bei der Volkszählung 2020 eine Einwohnerzahl von 818 ermittelt.
Die 200 Meilen (320 km) nördlich von San Francisco liegende Kleinstadt ist auch der Beginn der California Route 1.
Der Ort wurde 1853 unter dem Namen Dogtown gegründet. Heute dient er als Erholungsgebiet. Sehenswert ist der Humboldt State Redwoods Park und die nahe „Avenue of the Giants“, eine Allee von Mammutbäumen. Beachtenswert ist auch, dass dem Ort im Jahr bis zu 300 Sonnentage gewährt werden.